# كوجيرو ياسودا
كوجيرو ياسودا (باليابانية: 安田 虎士朗) (مواليد 14 أغسطس 2003) هو لاعب كرة قدم ياباني.

## وصلات خارجية
- كوجيرو ياسودا على موقع رابطة كرة القدم اليابانية للمحترفين (اليابانية)
- كوجيرو ياسودا على موقع إي إس بي إن إف سي (الإنجليزية)
- كوجيرو ياسودا على موقع قاعدة بيانات كرة القدم.إي يو (الإنجليزية)
- كوجيرو ياسودا على موقع Soccerway.com (الإنجليزية)
- كوجيرو ياسودا على موقع عالم كرة القدم.نت (الإنجليزية)